# BBC 사우스이스트
BBC 사우스이스트 (BBC South East)는 켄트 주와 서식스를 대상으로 한 BBC 잉글랜드 지방 방송이다.
BBC 사우스이스트는 히스필드 송신탑 (옛 BBC 사우스 지방 소속)과 블루벨힐 송신소, 도버 송신소 (옛 BBC 런던과 BBC 사우스이스트 지방 소속)을 통합하여 새 지역 방송을 꾸리기 위해 2001년 9월 출범했다. ITV 메리디언 (이스트 지방)과는 달리 에식스 주 남부는 방송 대상이 아니며 (블루벨힐 권역에 속하긴 한다), 대신 BBC 런던에서 맡고 있다.

## 방송

### 텔레비전
BBC 사우스이스트의 텔레비전 방송은 간판 지역 뉴스 프로그램인 <사우스이스트투데이>와 화제 매거진 프로그램 <인사이드 아웃>으로 이뤄져 있다. <선데이 폴리틱스> 시간에 25분간 자체방송도 진행하며 그 프로그램은 독립 제작사가 편집제작을 맡는다. 늦은밤 축구 매거진 쇼인 <레이트 킥 오프>는 BBC 런던과 공동 제작한다.

### 라디오
BBC 사우스이스트는 BBC 라디오 켄트, BBC 서리, BBC 서식스를 총괄한다.
라디오 켄트는 오전 6시부터 오후 7시 사이 턴브리지웰스 스튜디오에서 지역 프로그램을 진행하고, 7시부터는 BBC 사우스와 BBC 사우스이스트의 각 지역국과 함께 네트워크 프로그램을 매일밤 1시까지 방송한다. BBC 서식스와 BBC 서리의 경우, 각 주별 현지 프로그램을 오전 6시부터 9시까지 매일 3시간씩 내보내고, 9시부터 오후 7시까지는 두 지역국이 공동으로 방송하며, 7시부터는 다시 또 BBC 사우스와 BBC 사우스이스트의 다른 지역국과 함께 네트워크 프로그램에 합류한다.

### 온라인과 상호 방송
BBC 사우스이스트는 BBC 레드 버튼과 BBC 로컬 홈페이지에 지역별 뉴스와 로컬 라디오 페이지를 각각 제공하고 있다. 또 2012년 10월 송출이 중단되기 전까지는 BBC 시팩스에 BBC 사우스이스트에 속한 각 지역별 정보를 제공하기도 했다.

## 역사
2001년까지 BBC는 런던과 잉글랜드의 사우스이스트 지방, 사우스미들랜즈 지방을 하나의 방송 권역으로 묶고 있었다. 그래서 이들 지역에는 지역방송도 하나로 통합하여 내보냈는데 개중에는 <런던 플러스> (1984~1989년), <뉴스룸 사우스이스트> (1989~2001년) 같은 뉴스 프로그램도 포함됐다. 런던은 수도로 대부분의 전국 방송 프로그램이 제작되고 있었기 때문에 여타 BBC 지방 방송 권역들과 똑같은 '지방' 격으로 방송되진 않았다. 이러한 점은 1957년 지역별 텔레비전 뉴스를 방송 개시할 때부터 반영되어, BBC 내에 사우스이스트 지역 한정방송의 제작을 맡는 부서는 따로 없었다.
그 때문에 사우스이스트에는 지역 소식 보도가 잘 이뤄지지 않았다. 사우스이스트 지역 대상 뉴스를 방송하려는 첫 시도로 <타운 앤드 어라운드>가 편성됐으나 점차 <네이션와이드>로 통합되고 말았다. 이 문제는 마침내 1982년 1월 4일 월요일에 <사우스이스트 앳 식스>, 1984년 9월 3일 월요일 <런던 플러스>가 방송을 시작하는데 이르렀고, 다른 BBC 지역방송에서 볼 수 있는 유형의 낮시간대 단편 보도를 도입하기 시작했다. <런던 플러스>는 BBC 시사보도국 산하 제작팀이 맡았고, 이후 1989년 3월 28일 사우스이스트 전담 운영국이 끝내 출범할 때까지 방송됐다. 운영국 출범 당일에는 허트퍼드셔의 엘스트리 스튜디오에 지역 전용 뉴스 센터에서 보내는 <뉴스룸 사우스이스트>도 방송을 시작했다. 그러나 10여년간 이런 변화가 진행됐음에도 불구하고 지역 전반이나 세부 지역의 방송 운영은 아직도 이상적인 지역국 운영과는 거리가 있는 모습을 보였다.
1993년 이스크서식스 지역에 송출하던 히스필드 송신소가 BBC 사우스이스트에서 BBC 사우스로 변경된 것을 시작으로 사우스이스트 방송 지역은 단계적으로 점차 줄어들었는데 결과적으로는 런던과 켄트 지역, 사우스미들랜즈 지역만 남게 되었다. 2000년 10월 16일에는 옥스퍼드 송신소의 송출 지역이 BBC 사우스이스트에서 BBC 사우스로 이전하여, <사우스 투데이>의 지역 자체방송이 이뤄지게 되었다.
2001년 BBC는 사우스이스트에 관한 재검평가를 내리고 런던과 사우스이스트 방송영역의 배치를 바꿨다. BBC 런던은 개별 지역국으로 분할 독립하고, 이전보다 줄어든 BBC 사우스이스트의 블루벨 힐-도버 지역에 히스필드발 방송권역을 다시 포함시키도록 했다. 이렇게 새로 꾸린 BBC 사우스이스트는 2001년 9월 3일 출범했고 턴브리지웰스에 본부를 두게 되었다.
2012년 3월 7일 사우스 지역을 대상으로 디지털방송 전환이 이뤄지면서 브라이턴에 있던 화이트호크 송신소가 BBC 사우스에서 BBC 사우스이스트 소속으로 전환됐다. 이곳은 2001년부터 BBC 사우스 소속으로 브라이턴 호브 일대에 방송을 내보앴다. BBC 사우스이스트는 현재 웨스트서식스 지역을 향해 해안가를 따라 워싱까지 방송 권역을 확대하여 브라이턴 호브 시 전체에 지상파 방송을 하고 있다.

## 주해
1. ↑  밥 웰링스가 수년간 진행한 것으로 유명한 지역 단신 보도 프로그램

## 스튜디오

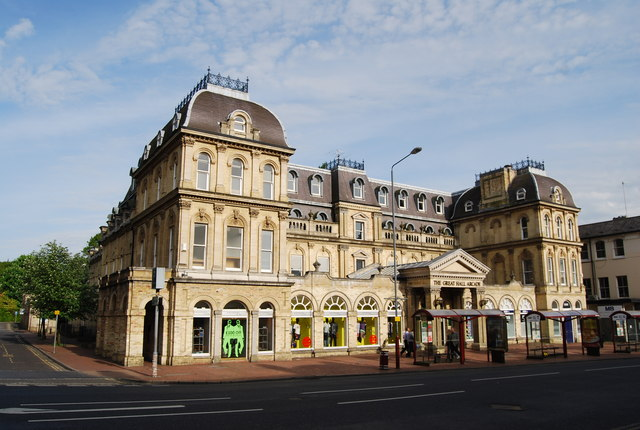
턴브리지웰스에 있는 더 그레이트 홀

BBC 사우스이스트의 지역 방송센터는 켄트 주 로열턴브리지웰스에 있으며 지역 라디오 기지국과 텔레비전 부서를 브라이턴과 길드퍼드에, 그밖의 사무실을 헤이스팅스, 채텀, 도버에 두고 있다. BBC 사우스이스트는 해당 지역의 중심도시에 본부를 두고 있지 않는 유일한 BBC 지역국이기도 하다.
로열턴브리지웰스의 스튜디오는 더 그레이트 홀이라는 건물 내에 있는데 이곳은 옛날부터 라운지, 사진관, 공연장, 영화관, 무용학교가 있던 곳으로 1980년까지는 '캐리어지스'라는 나이트클럽이 있었다. 그 해 이 건물은 화재가 일어나 심한 피해를 봤는데 다시 복구되고, BBC에서 매입하여 현재는 상가와 실내 주차장, 그리고 BBC 사우스이스트와 BBC 라디오 켄트의 본부가 들어와 있다. 이 스튜디오는 최신기술 발전의 추세를 따라, 일반인 투어를 통해서 혹은 공공장소에 스튜디오 내부를 보여주는 전시창을 설치하여 관람할 수 있도록 해놓았다. 스튜디오 단지 내에는 운영국과 함께 BBC 기념품점도 들어서 있다.

## 같이 보기
- BBC 옥스퍼드 뉴스
- BBC 런던